# Kaaren Verne
Kaaren Verne, pseudonimo di Ingeborg Greta Katerina Marie-Rose Klinckerfuss (Berlino, 6 aprile 1918 – Hollywood, 23 dicembre 1967), è stata un'attrice tedesca.

## Biografia
Nativa di Berlino e parente della famiglia Bechstein, leader mondiale nella fabbricazione di pianoforti, nel 1938 lasciò la Germania nazista e si trasferì in Gran Bretagna, dove fece il suo esordio cinematografico nel film di spionaggio Ten Days in Paris (1940) con Rex Harrison e Leo Genn. Con l'avvento della seconda guerra mondiale e la conseguente crisi produttiva della cinematografia britannica, l'attrice raggiunse gli Stati Uniti, dove gli Studios inizialmente le cambiarono il nome in Catherine Young. L'entrata in guerra americana convinse poi i produttori a mantenere il vero nome della Verne, puntando sul valore propagandistico e pubblicitario del gesto dell'attrice, che aveva voltato le spalle al nazismo lasciando la Germania.
La carriera cinematografica della Verne, che conta poco meno di una ventina di titoli, raggiunse il suo apice nel 1942, quando ottenne il ruolo di protagonista femminile nel film Sesta colonna, accanto a Humphrey Bogart e Conrad Veidt, e partecipò al dramma a forti tinte Delitti senza castigo, interpretato da Ronald Reagan, Ann Sheridan e Robert Cummings. Nello stesso anno fu inoltre la protagonista femminile del poliziesco Sherlock Holmes e l'arma segreta, quarta pellicola della serie interpretata dalla coppia Basil Rathbone-Nigel Bruce e prodotta dagli Universal Studios.
Nel 1944 ebbe un ruolo minore in La settima croce, pellicola tra le prime ad affrontare il tema dei lager nazisti, interpretata da Spencer Tracy e Signe Hasso. L'anno successivo, il 25 marzo 1945, la Verne sposò l'attore Peter Lorre, con cui aveva recitato in Sesta colonna. Fervente ammiratrice di Lorre, l'attrice lo aveva incontrato per la prima volta nel 1941, durante una visita sul set del film Il mistero del falco, da lui interpretato. Rimasta per alcuni anni lontana dai set cinematografici, dopo il divorzio da Lorre nel 1950, l'attrice non riuscì a risollevare la propria carriera: apparve in alcuni film con brevi ruoli spesso non accreditati, tra cui il noir Spionaggio atomico (1956) con Edward G. Robinson, e partecipò ad alcuni episodi di serie antologiche televisive, come Fireside Theatre (1954) e General Electric Theater (1958).
Negli anni sessanta i suoi impegni artistici furono ancora più sporadici. Nel 1961 apparve in singoli episodi nelle serie Ai confini della realtà e Gli intoccabili, mentre sul grande schermo ottenne ancora due ruoli di un certo rilievo nei film drammatici La nave dei folli (1965) di Stanley Kramer e Madame X (1966) di David Lowell Rich, prima del definitivo ritiro dalle scene. Sposata tre volte (e madre di Alistair, nato dal suo primo matrimonio con il musicista Arthur Young), il suo terzo marito fu lo storico del cinema James Powers, che sposò nel 1951, dopo il divorzio da Peter Lorre. Lei e Powers adottarono in seguito Catharine, la figlia di Lorre (morto nel 1964). Kaaren Verne morì nel 1967, all'età di 49 anni, e fu sepolta al Calvary Cemetery di Saint Paul, Minnesota.

## Filmografia

### Cinema
- Ten Days in Paris, regia di Tim Whelan (1940)
- Sky Murder, regia di George B. Seitz (1940)
- The Wild Man of Borneo, regia di Robert B. Sinclair (1941)
- Underground, regia di Vincent Sherman (1941)
- Sesta colonna (All Through the Night), regia di Vincent Sherman (1942)
- Delitti senza castigo (Kings Row), regia di Sam Wood (1942)
- The Great Impersonation, regia di John Rawlins (1942)
- Sherlock Holmes e l'arma segreta (Sherlock Holmes and the Secret Weapon), regia di Roy William Neill (1942)
- La settima croce (The Seventh Cross), regia di Fred Zinnemann (1944)
- Il bruto e la bella (The Bad and the Beautiful), regia di Vincente Minnelli (1952)
- Storia di tre amori (The Story of Three Loves), regia di Vincente Minnelli, Gottfried Reinhardt (1953)
- I perseguitati (The Juggler), regia di Edward Dmytryk (1953)
- Spionaggio atomico (A Bullet for Joey), regia di Lewis Allen (1955)
- Caccia ai falsari (Outside the Law), regia di Jack Arnold (1956)
- La bella di Mosca (Silk Stockings), regia di Rouben Mamoulian (1957)
- La nave dei folli (Ship of Fools), regia di Stanley Kramer (1965)
- Madame X, regia di David Lowell Rich (1966)

### Televisione
- Royal Playhouse (Fireside Theatre) – serie TV, 2 episodi (1954)
- Crusader – serie TV, episodio 1x39 (1956)
- The Gale Storm Show: Oh! Susanna – serie TV, 1 episodio (1956)
- The Californians – serie TV, 1 episodio (1957)
- General Electric Theater – serie TV, episodio 7x03 (1958)
- Bronco – serie TV, 1 episodio (1959)
- Michael Shayne – serie TV episodio 1x07 (1960)
- Ai confini della realtà (The Twilight Zone) – serie TV, episodio 3x09 (1961)
- Gli intoccabili (The Untouchables) – serie TV, 1 episodio (1961)
- The Crisis – serie TV, 1 episodio (1965)
- Twelve O'Clock High – serie TV, 1 episodio (1966)

## Doppiatrici italiane
- Lia Orlandini in Sesta colonna
- Maria Saccenti in Storia di tre amori
- Dhia Cristiani in La nave dei folli